# Dendrolobium papuacola
Dendrolobium papuacola är en ärtväxtart som beskrevs av Hiro Ohashi och T.Nemoto. Dendrolobium papuacola ingår i släktet Dendrolobium och familjen ärtväxter. Inga underarter finns listade i Catalogue of Life.